# Мряушлинский
Мряушлинский (баш. Мерәүешле) — деревня в Кугарчинском районе Республики Башкортостан Российской Федерации. Входит в состав Нижнебиккузинского сельсовета. 

## География

### Географическое положение
Расстояние до:
- районного центра (Мраково): 40 км,
- центра сельсовета (Нижнебиккузино): 12 км,
- ближайшей ж/д станции (Мелеуз): 89 км.

## Население
| 2002 | 2009 | 2010 |
| ---- | ---- | ---- |
| 119  | ↗122 | ↘109 |

Национальный состав
Согласно переписи 2002 года, преобладающие национальности — русские (55 %), башкиры (32 %).